# Huile de palmiste
Ne doit pas être confondu avec huile de palme.
L'huile de palmiste est extraite des graines - les noyaux - du fruit du palmier à huile (Elaeis guineensis).
Elle ne doit pas être confondue avec l'huile de palme, extraite du mésocarpe du fruit de la même plante.
Les graines sont séchées puis pressées. L'huile résiduelle est fréquemment extraite à l'aide d'hexane.
Il existe des controverses au sujet de l'impact de sa production sur l'environnement. Les ONG dénoncent le développement des plantations de palmiers à huile, synonyme de déforestation en Malaisie, Indonésie et Papouasie-Nouvelle-Guinée.

## Composition et propriétés
Les propriétés de l'huile de palmiste sont très similaires à celles de l'huile de palme. Sa stabilité est proche de celle de l'huile de coprah.